# Chiesa di San Luca Evangelista (Milano)
La chiesa di San Luca Evangelista è una chiesa parrocchiale di Milano, posta nella zona nord-orientale della città.

## Storia
Negli anni cinquanta del XX secolo, la progressiva espansione demografica ed edilizia del quartiere intorno a via Vallazze suggerì la creazione di una nuova parrocchia, che venne eretta nel 1957 con territorio ricavato dalle preesistenti parrocchie di San Giovanni in Laterano e di Santa Maria Bianca della Misericordia.
La chiesa parrocchiale venne progettata nel 1958 dall'architetto Gio Ponti e compiuta nel 1960.

## Caratteristiche
Si tratta di una chiesa d'impianto tradizionale, con pianta longitudinale a navata unica fiancheggiata da due navatelle laterali.
L'interno è fortemente scandito dalla struttura in calcestruzzo armato che con travi e pilastri rastremati sostiene il tetto a capanna. La stessa struttura determina anche il disegno della facciata. I muri di tamponamento esterni sono ricoperti da tesserine in ceramica sfaccettate, che fanno emergere un disegno a croci ripetute.